# 白石市立福岡中学校
白石市立福岡中学校(しろいししりつ ふくおかちゅうがっこう)は、宮城県白石市に位置する中学校である。

## 校訓
- 敬愛・英知・勤労[1]

## 沿革
- 1947年（昭和22年）4月16日 - 福岡村立福岡中学校として開校
- 1953年（昭和28年） - 旧校舎完成
- 1954年（昭和29年）4月1日 - 町村合併により白石市となった為、白石市立福岡中学校に改称。
- 1978年（昭和53年） - 現校舎落成
- 2007年（平成19年） - 白石中学校より公立刈田綜合病院分校を移管

## 学区
- 白石市立福岡小学校、白石市立深谷小学校[2]

## 部活動
- 野球部
- 男女ソフトテニス部
- 男女卓球部
- 女子バレー部
- 吹奏楽部